# 2,3-Wittigův přesmyk
2,3-Wittigův přesmyk je organická reakce spočívající v přeměně allylového etheru na allylový alkohol pericyklickou reakcí. Reakce probíhá soustředěným mechanismem a tak může být uskutečněna s vysokou stereoselektivitou a použita jako součást stereoselektivní syntézy různých sloučenin. Reakce probíhá pouze v silně zásaditém prostředí a vytváří se při ní karboaniontový meziprodukt. Vedlejší reakcí je [1,2]-Wittigův přesmyk. [2,3] sigmatropní přesmyky probíhají u sloučenin s mnoha různými skupinami X a Y. Pokud je X karboanion a Y alkoxid, jedná se o [2,3]-Wittigův přesmyk a produkty jsou pent-1-en-5-oly. Při [1,2]-Wittigově přesmyku vznikají pent-5-en-1-oly; tento druh reakce se vyskytuje společně s [2,3]-přesmykem a objevuje se při vyšších teplotách. Díky vysokým výtěžnostem a stereoselektivitě jsou [2,3]-Wittigovy přesmyky používány poměrně často. Karboanion se tvoří přímou lithiací středně kyselých substrátů, transmetalací ze sloučenin cínu nebo redukční lithiací O,S-acetalů. K dosažení stereoselektivity se mohou použít chirální reaktanty, ale také izolace jednotlivých diastereomerů.
(1)

## Mechanismus a stereochemie

### Převažující mechanismus
Po vzniku karboaniontu probíhá [2,3]-Wittigův přesmyk za nízkých teplot rychle a selektivně. Pokud se ovšem reakční směs zahřeje nad −60 °C, tak začne také probíhat [1,2]-Wittigův přesmyk.
(2)
Navržený přechodný stav má pětičlennou obálkovitou strukturu.
Skupina navázaná na karboanion (G) může zaujmout pseudoekvatoriální i pseudoaxiální polohu, pseudoekvatoriální obvykle převládá. Větší substituenty na opačné straně etherového kyslíku přednostně zaujímají exo pozici (RE), čímž zamezují A1,3 napětí; to způsobuje, že ze syn-reaktantů vznikají hlavně (Z)-produkty a z anti-reaktantů (E)-produkty. Toto pravidlo má však několik výjimek.
(3)

### Stereoselektivní provedení
Stereoselektivity lze při [2,3]-Wittigových přesmycích dosáhnout třemi způsoby. Prvním z nich je diastereoselekce založená na již existuijícím chirálním centru, druhým navázání chirálního pomocníka na výchozí látku a třetím použití chirální zásady. Tyto postupy fungují jen u některých G skupin, ovšem produkty se rvoří s vysokou výtěžností, protože není třeba odstraňovat či pozměňovat žádnou skupinu navázanou na chirálního pomocníka. Stereocentrum naproti karbaniontu obvykle musí být terciární, aby došlo k napojení největšího substituentu do polohy RE.
(4)
Asymetrická indukce je založená na stereocentrech, která jsou přítomna ve výchozí látce a nejsou ovlivněna reakcí. Účinného provedení reakce tímto způsobem lze dosáhnout jak jejich navázáním na G skupinu, tak i pomocí substituentu navázaného na konec dvojné vazby. Při těchto variantách jsou běžné molární poměry diastereomerů okolo 90:10, odstranění chirálních pomocníků může však být obtížné.
(5)
Enantiomerně obohacené produkty lze v některých případech získat použitím chirálních zásad, obecně však takovýto postup nefunguje. Enantioselektivita těchto reakcí bývá často velmi nízká, což naznačuje, že spojení mezi konjugovanou kyselinou příslušné zásady a přesmykujícím se karboaniontem je slabé.
(6)

## Přehled a omezení
Při Wittigově přesmyku lze použít mnoho různých allyletherů - hůlavním požadavkem je, aby mholy ze substrátu vytvořit potřebný karboanion. Toho lze dosáhnout pomocí kyselého hydroxylu, redukovatelné funkční skupiny nebo vazby kov-uhlík. Ke zvýšení kyselosti protonu lze použít alkenylovou, alkynylovou nebo fenylovou skupinu. Je možné použít nesubstituované koncové alkeny, i když při použití silylovaných alkenů se dosahuje vyšší výtěžnosti.
(7)
Pokud je na alken navázána stabilizující skupina G, tak se stereoselektivita také zvýší. Skupiny stabilizující anionty, jako jsou (trimethyl)silyl a methylthio, obvykle zajišťují dobrou selektivitu.
(8)
Ke stabilizaci aniontů lze použít i karbonylové skupiny, pokud se při reakci využívá chirální pomocník.
(9)
Je známa velice selektivní metoda využíjvající karbonyly chromu ke stabilizaci aniontů.
(10)
Nutnost přítomnosti kyselých vodíků na etherovém kyslíku je výrazným omezením této reakce. Byly tak vyvinuty transmetalační metody, které umožnily stereoelektivní tvorbu karboaniontů z vazeb uhlík-cín. Možnosti reakce tak byly výrazně rozšířeny.
(11)

## Využití
Produkty [2,3]-Wittigova přesmyku bis(allyl)etherů jsou 1,5-dien-3-oly. Tyto sloučeniny mohou vstupovat do oxy-Copeových přesmyků po deprotonaci a vytvořit tak δ,ε-nenasycené karbonylové sloučeniny. Tímto způsobem byly [2,3]-Wittigovy přesmyky zahrnuty do přípravy několika přírodních látek, jako jsou například brevikomin a oxokrinol.
(12)